# برينان كوكس
برينان كوكس (بالإنجليزية: Brennan Cox)‏ هو لاعب كرة قدم أسترالية أسترالي، ولد في 13 أغسطس 1998.

## وصلات خارجية
- برينان كوكس على موقع AustralianFootball.com (الإنجليزية)
- برينان كوكس على موقع AFLtables.com (الإنجليزية)